# 10797 Гватемала
10797 Гватемала (10797 Guatemala) — астероїд головного поясу, відкритий 4 квітня 1992 року.
Тіссеранів параметр щодо Юпітера — 3,601.